# 美国大陆航空1404号航班事故
美國大陸航空1404號班機為美國大陸航空一班從丹佛國際機場飛往德克薩斯州的喬治布什洲際機場的航班。2008年12月20日，執飛該航班的波音737-524（N18611）於丹佛起飛時因強側風衝出跑道後起火，導致2人嚴重受傷，36人輕傷，但無人死亡。此次事件被人們認為是美國航空史上的奇蹟。

## 事故

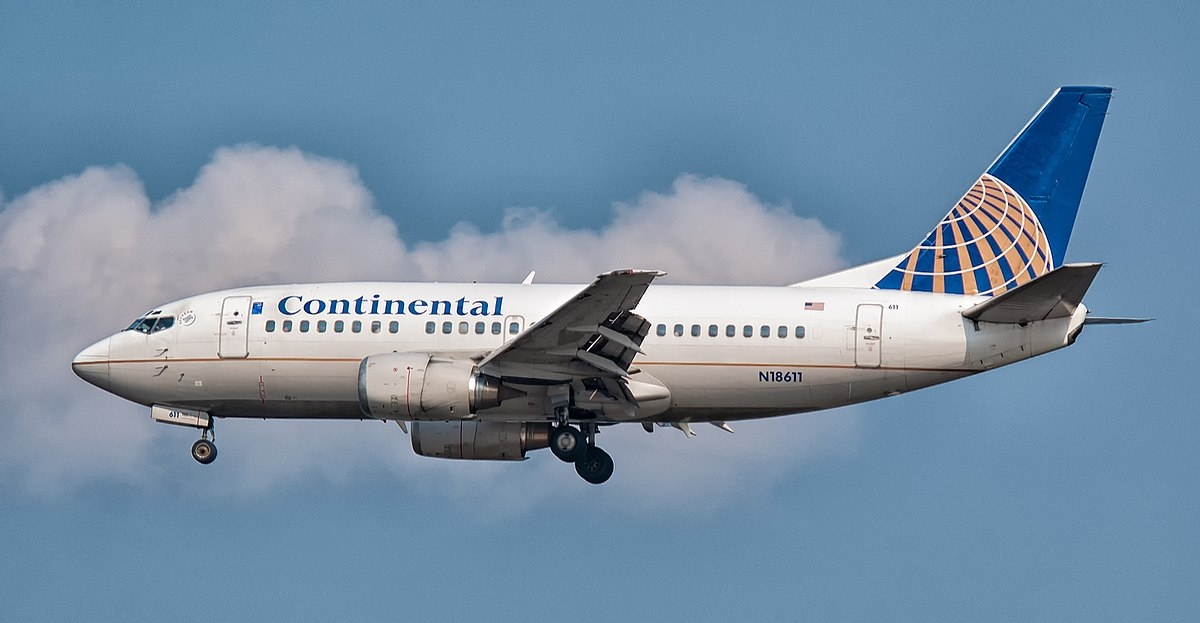
N18611，2006年 9 月起用於 1404號班機的波音737-524，該飛機於2008 年 11 月改裝翼尖小翼

2008年12月20日當地時間約下午6點18分，1404號班機於丹佛國際機場34R跑道起飛時因不明原因打滑後衝出跑道並橫跨滑行道和一個服務道路後墜毀在離跑道幾百碼遠的40英尺（12米）深的溝渠中，右側發動機起火，火勢蔓延至機身。
儘管一開始對1404班機的下落感到困惑，但因飛機墜毀後在機場四個消防站之一附近停下，消防員仍快速地趕到了現場。當他們抵達時，飛機的右側大部分已陷入火海，而乘客正在從左側爬出，在機艙內的空服員和一名美國大陸航空的下班飛行員 Richard Lowe 的協助下，多次進出殘骸確認，以確保每個人都安全離開飛機。Richard Lowe 也是將事故飛機飛回丹佛的機組人員之一；他是一個空軍預備役，因為他救人的行為，Lowe被授予空軍的榮耀勳章。
飛機受損嚴重。機身斷成三截，1號發動機和起落架也因為撞擊斷裂。大火導致頭頂行李艙融化到座椅上，飛機隨後被註銷。這起墜機事故被認為是丹佛國際機場歷史上最嚴重的事故。

### 受傷

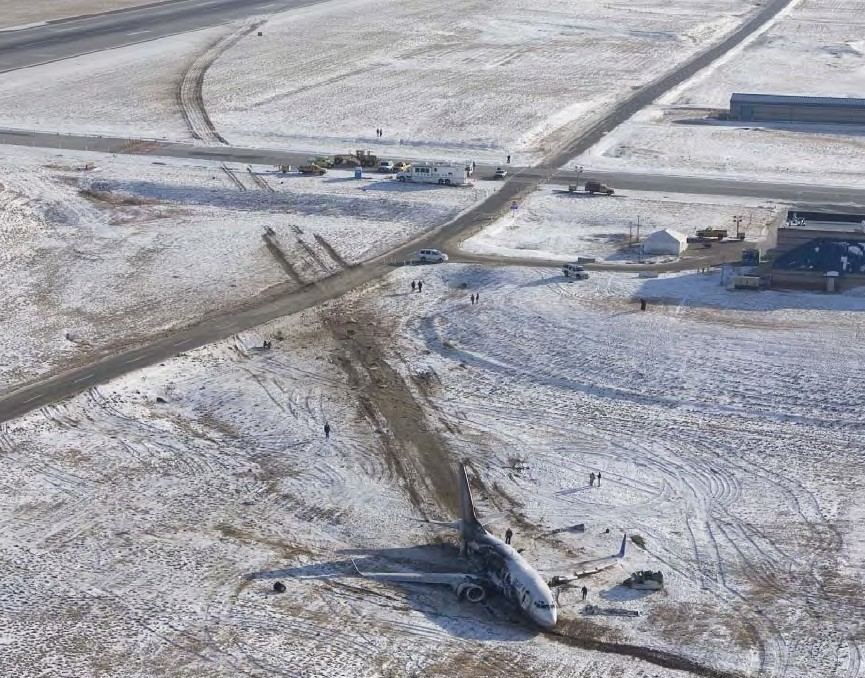
1404號班機班機滑出跑道的軌跡和殘骸

機上110名乘客和5名機組人員中，38人受傷，包括骨折，其中兩名乘客和一名機組人員受重傷，但機上的每個人都倖免於難。當晚兩名乘客的情況都得到了改善。到第二天早上，僅剩下不到七人住院。
50歲的機長David Butler是重傷者之一。他因背部嚴重受傷和骨折住院。而34歲的副駕駛 Chad Levang 只受了輕傷。

## 調查
調查人員在殘骸中發現飛機的黑盒子。座艙通話紀錄器在起飛前沒有發現任何明顯的問題，直到飛機剎車41之後秒後。此時，可以聽到撞擊聲或嘎嘎聲，四秒鐘後機組人員中止了起飛。6 秒後（在飛機停下之前)兩台錄音機均停止運作。在記錄中，飛機的最快速度達到了 119 節（137 英里/小時；220 公里/小時）。
在接受採訪時，副駕駛 Levang 告訴調查人員，直到飛機以 87 到 90 節（100 到 104 英里/小時；161 到 167 公里/小時）的速度飛行，突然離開跑道中心線並做出一個“左急轉”。機長Butler在調查開始時受了重傷，無法與NTSB的官員面談。事故發生時，機長和副駕駛都有優良的安全記錄，並且都是經驗豐富的飛行員。
地面上留下的車輪痕跡以及乘客和消防員的初步報告表明，這架飛機曾短暫升空。何時起火尚不清楚。跑道上沒有積雪或結冰，但當時正刮著31 節（36 英里/小時；57 公里/小時）的側風。
在事故飛行之前將飛機飛往丹佛的機組人員也在機上，但不是值班人員，並報告在他們之前的飛行中沒有遇到問題。涉事航機在 1995 年遭遇發動機故障並緊急迫降，隨後兩台發動機都被更換，但在那次事故中沒有造成其他損壞。
最初的猜測表明，這架飛機可能出現了起落架故障，這可能導致起飛滾行期間機輪鎖死，從而導致偏離跑道。美國國家運輸安全委員會(NTSB) 官員表示，起飛開始時，飛機的發動機似乎運轉正常，輪胎均已充氣，剎車也沒有出現故障或失靈的情況，否定了故障，結論是起落架沒有引起任何問題。
2009年7月17日，焦點轉移到可能有大風或結冰上。機長David Butler說：「我的猜測是，我們要麼遇到了一陣大風，要麼在我們的控制下，我們撞上了冰。」他還表示，他不再推動方向舵，因為它們已經沒有反應。據報導，在客機起飛前，西北風速約為24至27節（28至31英里/小時；44至50 公里/小時），陣風高達近32節（37英里/小時；59公里/小時）起飛路線沿南北跑道向北滑行。波音737在跑道上的起飛側風限制為 33 節（38 英里/小時；61 公里/小時）。
與向事故飛行員報告的“平均”風數據相反，NTSB 調查發現跑道一端的傳感器顯示側風為 40 節（46 英里/小時；74 公里/小時），分析顯示飛機被側風擊中的峰值為 45 節（52 英里/小時；83 公里/小時）。除了遠高於飛行員準備起飛時報告給他們的數據外，這也遠高於航空業在飛行員培訓中使用的數據。 NTSB 還收到了一份報告，分析了涉及 737-500 的 250,327 次起飛，發現其中只有 4 次（少於 0.002%）經歷了超過 30 節（35 英里/小時；56 公里/小時）的側風，這意味著對於一名商業飛行員來說，遇過這類側風的實際經驗是幾乎不可能的。 NTSB 認為這就是為什麼飛行員認為他的方向舵控制沒有作用，決定不再推動方向舵，而是專注於其他對這種情況不充分的補救措施。
2010 年 7 月 13 日，NTSB 公佈了這起事故的可能原因是機長停止右舵輸入，這是在偏移前大約 4 秒，當飛機遇到強大的和陣風側風 – 導致航空業針對極端陣風的側風訓練不足的一個促成因素。另一個影響因素是空中交通管制系統不需要向空中交通管制員 (ATC) 和飛行員提供足夠的側風資訊。為響應 NTSB 的報告，美國聯邦航空管理局要求航空業調整飛行員的側風培訓協議，並要求 航管員 向飛行員提供多種風資訊來源，而不是平均值。

## 電視紀錄片

### 空難紀錄片
- 空中浩劫18:美國大陸航空1404號班機

## 類似事件
- 法國航空358號班機事故
- 航空安全